# TechniSat
Die TechniSat Digital GmbH entwickelt und produziert Produkte aus den Bereichen Unterhaltungselektronik und Informationstechnologie. Das Unternehmen mit Sitz im rheinland-pfälzischen Daun gehört zu den führenden deutschen Herstellern von Fernsehern und Digitalreceivern. TechniSat ist Teil des Unternehmensverbunds der Techniropa Holding GmbH, die sich zu 100 % im Besitz der LEPPER Stiftung befindet.

## Geschichte

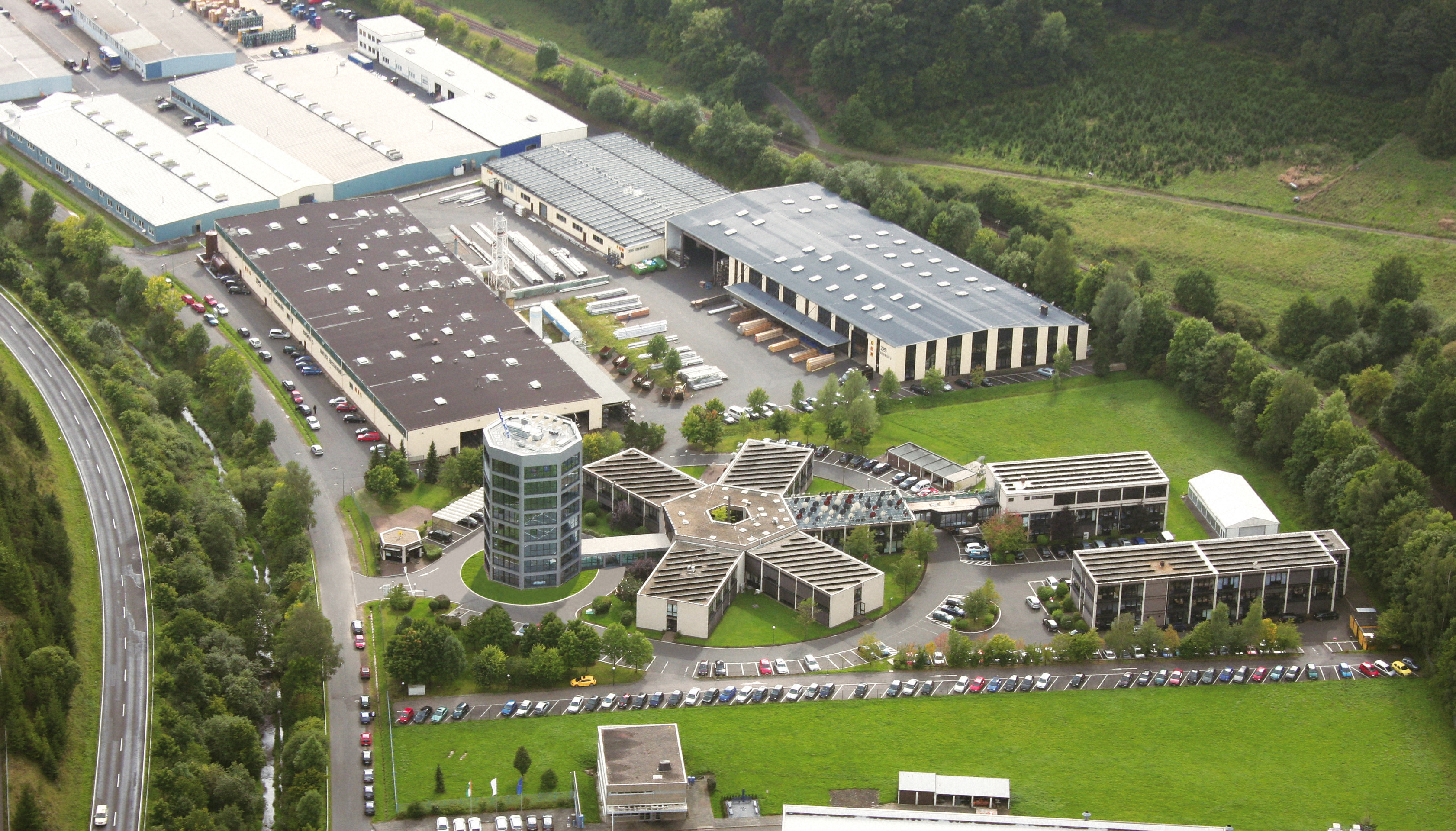
Firmensitz in Daun in der Vulkaneifel

Im Jahre 1987 gründete Peter Lepper (1946–2024) TechniSat in Daun/Eifel, um Satellitenprodukte für Endverbraucher zu produzieren. Ein Jahr später wurden die Büroräume im neu erbauten TechniPark in Daun bezogen, wo sich noch heute der Unternehmenshauptsitz befindet. Im Jahre 2008 wurde dort der achtstöckige TechniTurm als weiteres Bürogebäude errichtet.
Im Jahre 1989 startete SES Astra die europaweite Verbreitung der vier deutschsprachigen Programme RTL, Sat.1, ProSieben sowie Teleclub, worauf eine starke Nachfrage nach Empfangssystemen für den Astra-Satelliten folgte, von der auch TechniSat profitierte.
Die erste Satelliten-Flachantenne – die SATENNE mit einer Kantenlänge von 38 Zentimetern – wurde 1990 zum Empfang des Satelliten TV-Sat 2 eingeführt und sowohl für Empfangsqualität als auch Ausstattung ausgezeichnet. Im Jahre 1998 präsentierte TechniSat den ersten Digital-Receiver DigiCom 1 und begann mit der Fernsehgeräte-Produktion in Staßfurt. Im selben Jahr schloss man einen weltweiten Exklusivvertrag mit dem Designer Luigi Colani.
Zum Start des digital-terrestrischen Fernsehens in Berlin und Brandenburg 2002 produzierte TechniSat DVB-T-Receiver des Typs DigiPal 1. Auf der Internationalen Funkausstellung 2007 wurde die HD-ready-LCD-Produktlinie HD-Vision 32 mit integriertem Multi-Empfangstuner sowie die Multytenne vorgestellt.
Im Jahre 2011 wurden die ersten ISIO-NetSeher – internetfähige Digitalfernseher der Serie MultyVision ISIO – ausgeliefert. 2013 erweiterte das Unternehmen das Sortiment um Tablet-PCs, 2014 kamen Energiesparlampen der Serie TechniLux hinzu. Auf der IFA 2014 stellte TechniSat seinen ersten UHD-Fernseher, Smartphones und eine stark erweiterte DAB+-Produktpalette vor.
Am 1. Februar 2016 wurde die Automotive-Sparte zu je 50 Prozent an den chinesischen Automobilzulieferer Joyson Electronics sowie dessen Tochtergesellschaft Preh verkauft. Innerhalb der Joyson-Gruppe wird dieser Bereich fortan als  "Preh TechniSat Car Connect GmbH" geführt. Der Kaufpreis betrug 180 Millionen Euro.

## Produkte
TechniSat ist nach eigenen Angaben einer der führenden deutschen Hersteller von Produkten der Unterhaltungselektronik. Zum Produktangebot des mittelständischen Unternehmens gehören Fernseher, Digitalreceiver, Digitalradios, Smart Home- und weitere Lifestyle-Elektronik-Geräte.
Im Jahre 2012 erhielt TechniSat als Lieferant des Volkswagen-Konzerns den Volkswagen Group Award 2012.
In der Corona-Pandemie produzierte TechniSat auch verschiedene Atemschutzmasken in Deutschland.

## Standorte in Deutschland

### Unternehmenshauptsitz
Zentrale der TechniSat Digital GmbH mit der Geschäftsleitung und den Abteilungen Customer Management, Projekteinkauf, Controlling, Marketing, Vertrieb, Personal- und Rechtsabteilung, Buchhaltung sowie Produktmanagement ist der Gründungsort in Daun. Nicht weit entfernt befindet sich das Kunden- und Logistikzentrum mit Hochregallager, Kommissionierhalle sowie einem Ausstellungsbereich, dem Seminar- und Schulungsräume angegliedert sind.

### Ehemalige Forschung und Entwicklung
Von 1990 bis 2020 diente der Standort Dresden als Forschungs- und Entwicklungszentrum im Bereich der Satelliten- und Digitaltechnik. Bis zum Verkauf an die Bender GmbH & Co. KG mit Sitz in Grünberg/Hessen im Jahr 2020 entwickelte TechniSat dort Digitalreceiver, Fernseher, Digitalradios und Smart Home Geräte. 1997 kam der Bereich Automotive hinzu, in dem bis zum Verkauf der Automotive-Sparte 2016 kundenspezifische OEM-Konzepte für die Automobilindustrie entwickelt wurden.

### Produktion

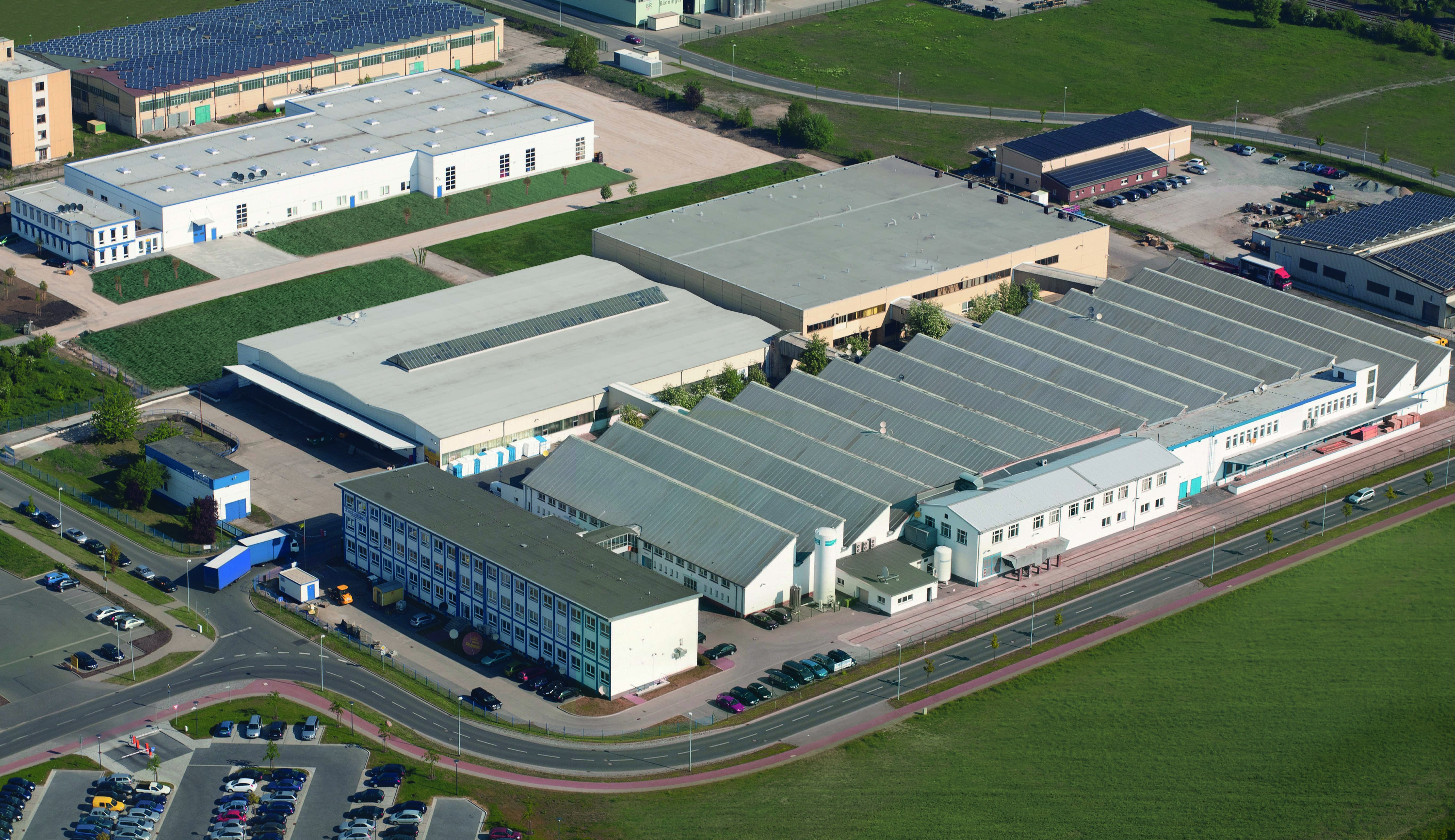
TechniSat Staßfurt

Seit 1998 dient das ehemalige RFT-Werk in Staßfurt bei Magdeburg als Produktionsstandort der TechniSat Teledigital GmbH, der sich mittlerweile auf die Herstellung von Digitalfernsehern konzentriert. Er ist der größte Produktionsstandort der Firma und fungiert auch als Servicezentrum für Fachhändler und Endkunden. In den letzten Jahren investierte TechniSat systematisch in die Erneuerung und Modernisierung der Werksanlage.

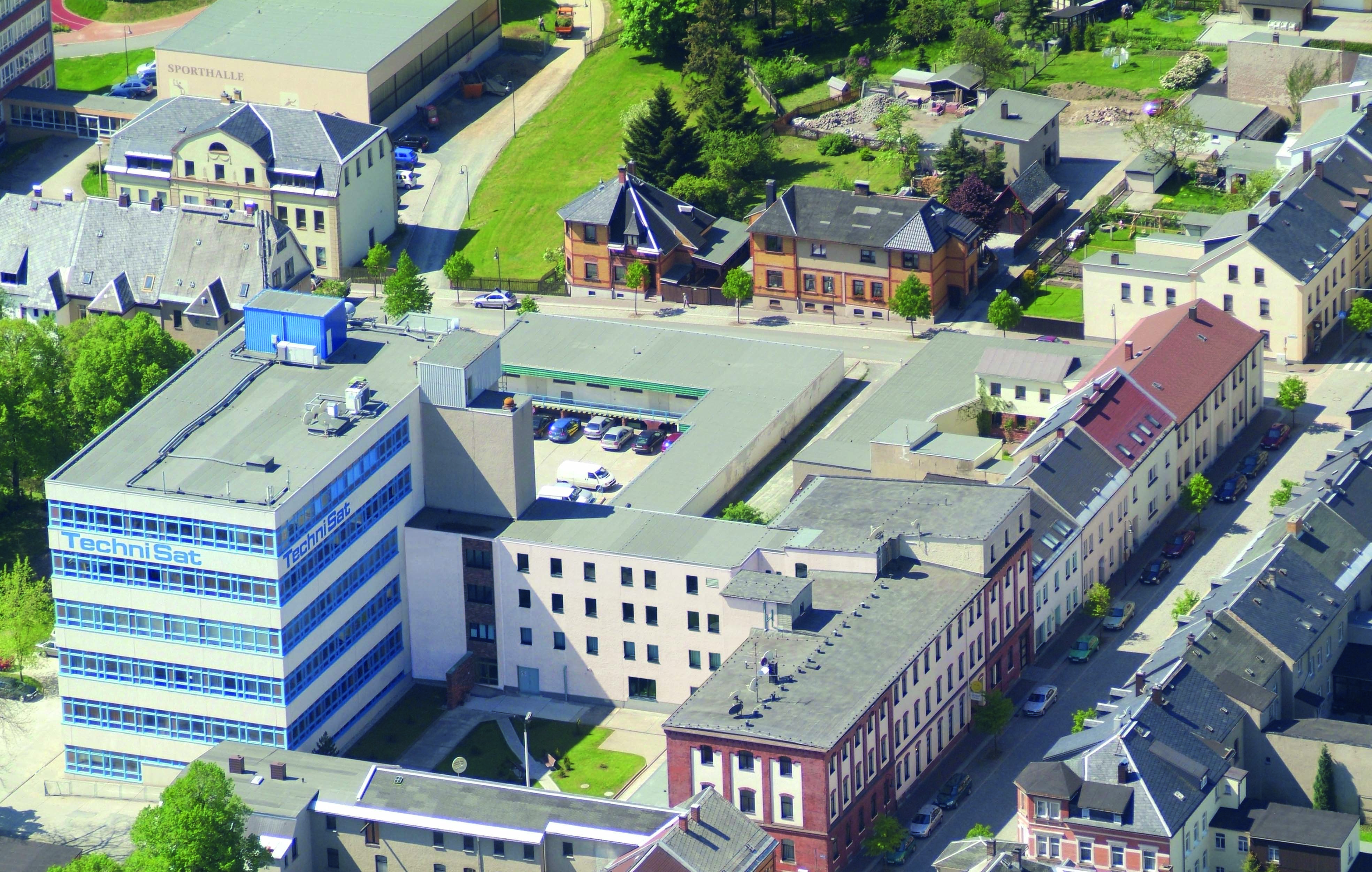
TechniSat Vogtland GmbH in Schöneck/Vogtl.

Am 1. Juni 1992 entstand die TechniSat Vogtland GmbH in Schöneck/Vogtl., die seitdem HDTV-Receiver, Entschlüsselungsmodule, Multischalter, Einkabellösungen und Sat-Installationsprodukte produziert. Der nach ISO 9001:2008 zertifizierte Standort wurde im Jahr 2011 modernisiert. Zum 31. Dezember 2025 wird der Standort in Schöneck geschlossen.

### Weitere Niederlassungen
- Düsseldorf (TechniSat Digital GmbH, Vertriebsniederlassung)
- Berlin-Mitte (TechniSat Digital GmbH, Hauptstadtbüro in der Dorotheenstraße)[11]

## Niederlassungen im Ausland
- Abasár/Ungarn (TechniSat Digital Kft., Produktion)
- Oborniki Śląskie/Polen (TechniSat Digital Sp. z. o. o, Produktion und Vertrieb)
- Shenzhen/China (Taishangda Electronics Co., Ltd, Material- und Lieferantenmanagement)